# Jewgienij Nieliedinski
Jewgienij Nikołajewicz Nieliedinski, ros. Евгений Николаевич Нелединский (ur. 10 sierpnia 1886 r. w Pskowie, zm. 23 stycznia 1963 r. w Nowym Jorku) – rosyjski emigracyjny architekt, publicysta, współpracownik organizacji "Vineta" podczas II wojny światowej.
W 1918 r. wstąpił do wojsk Białych gen. Antona I. Denikina. W połowie października 1920 r. został ewakuowany z Krymu do Gallipoli. Na emigracji zamieszkał w Czechosłowacji. W 1927 r. ukończył studia na wydziale architektonicznym politechniki w Pradze. W II połowie lat 30. pisał liczne artykuły do emigracyjnego pisma rosyjskiego "Русский зодчий за рубежом". Po ataku wojsk niemieckich na ZSRR 22 czerwca 1941 r., został pracownikiem niemieckiej organizacji propagandowej "Vineta". Pełnił funkcję redaktora w jej rosyjskiej redakcji. Po zakończeniu wojny zamieszkał w Hamburgu. Pod pseudonimem Jewgienij Szugajew publikował artykuły w tygodniku "Путь", piśmie "Посев" i "Грани". W 1950 r. przyjechał do USA. Został aktywnym członkiem Stowarzyszenia Rosyjskich Inżynierów. Nauczał języka rosyjskiego na Georgetown University. Po przejściu na emeryturę zajmował się tłumaczeniami na rosyjski dla nowojorskiego wydawnictwa im. A. P. Czechowa.